# 此下弘美
此下 弘美（このした・ひろみ、1976年11月20日 - ）は、エフエム北海道の元アナウンサー。

## 来歴・人物
北海道北見市出身。斜里町立斜里中学校から北見市光西中学校へ転校。北海道北見緑陵高等学校を経て札幌大学を卒業後、地元NHK北見放送局で契約リポーターとして勤務。任期満了後再び大学時代を過ごした札幌へ移り、Air-G'で契約アナウンサーとして活躍した。
血液型B型。趣味はお菓子作り、英語、自転車でのカフェめぐり、洋楽鑑賞。特技は漫画で、少女漫画で入賞した経験がある。
- 一言：「If you put your mind to it, you can accomplish anything!」（その気になりさえすれば､何だってできる！）映画「バック・トゥ・ザ・フューチャー」の名ゼリフ。

## 過去の担当番組
- AIR-G'「道新ヘッドラインニュース」リーダー（月-金7:35、8:22、11:55、15:55、18:55、20:55、土･日8:55、11:55、16:55、18:55）
- WEB版 「北海道新聞音声ニュース」 リーダー
- 「F+」（FM北海道（AIR'G）2006/8/28-9/1 金10:20-10:25）
- AIR-G'「afternoon cafe」DJ（月-金16:50-17:00）